# چیاتورا
چیاتورا (به گرجی: ჭიათურა) شهری در استان ایمرتی گرجستان است. جمعیت این شهر طبق سرشماری سال ۲۰۰۹ میلادی ۱۳٬۸۰۰ نفر بوده‌است.